# Иддин-Даган
Иддин-Даган — царь Исина, царь Шумера и Аккада, правил приблизительно в 1975—1954 годах до н. э.

## Биография

### Правление
Титулы Идди-Дагана, сына Шуилишу, включают: «могущественный царь, царь Исина (иногда царь Ура), царь земли Шумера и Аккада». Название его первого года, зафиксированного в отчёте о выдаче муки, гласит: «Год когда Иддин-Даган (стал) царём (его) дочь Матум-ни-атум (букв. „Земля, которая принадлежит нам“) была взята в жены царём Аншана». Предполагают, что этим женихом был Имазу, сын Киндатту, который назван царём Аншана в надписи на печати, хотя он и не известен из других источников. Киндатту, царь древнего Элама из династии Симашки, были, видимо, тем царём, который был изгнан из Ура Ишби-Эррой, основателем династии Исина, но, кажется, отношения между двумя странами с тех пор потеплели. Чуть позже, Тан-Рухуратир правитель Суз женился на Мекуби дочери правителя Эшнунны Билаламы.
До настоящего времени сохранился лишь один монументальный текст, современный этому царю; ещё два известны по позднейшим копиям. Фрагмент его каменной статуи имеет посвятительную надпись, призывавшую Нин-Исину и Даму наслать проклятье на каждого, кто замыслил что-либо дурное против неё. Две поздние копии на глиняных табличках, упоминающие о некоем неопределенном предмете, созданном Иддин-Даганом для бога Нанны, были обнаружены Леонардом Вулли в Уре, в здании, где располагалась школа писцов. Табличка из храма Энунмах в Уре, датируемая 14-м годом правления Гунгунума в Ларсе (ок. 1920/1919 год до н. э.), после завоевания им этого города, имела оттиск печати, принадлежавшей чиновнику описываемого царя. Ещё одна табличка свидетельствует об изготовлении Иддин-Даганом двух торжественных медных статуй богини Нинлиль, которые последующие 117 лет, вплоть до царствования Эллиль-бани, ни как не могли доставить в Ниппур. Беллетристика сохранила послание Иддин-Дагана к его военачальнику Син-иллату, касающуюся Каккулатума и состояния его войск, а также послание от военачальника, описывающее засаду, устроенную племенами марту (амореями).
Иддин-Даган покорил Дер, причём наместником там стал царевич-наследник Ишме-Даган, как видно этому завоеванию, изолировавшему аморейские племена на юго-востоке Двуречья, придавалось большое значение. Вместе с Дером к царству Исин отошла и Эшнунна, но вскоре Эшнунна вновь отпала от Иддин-Дагана. Там объявил себя независимым правителем Уцуравассу, поставленный там наместником ещё царём Дера, хотя Иддин-Даган ещё некоторое время продолжал удерживать одну крепость в долине Диялы.
На царствование Иддин-Дагана, кажется, приходится период стабильности и мира в истории царства Исина. Его сохранившиеся датировочные формулы не упоминают о какой-либо войне и связаны, прежде всего, с его религиозной деятельностью. Этот правитель также известен из литературных произведений, созданных во время его правления. В хвалебной оде посвящённой Иддин-Дагану также упоминается мир и порядок, воцарившиеся в стране. Правда, перед нами может быть литературное клише — мотив благополучной жизни встречается в гимнах в честь правителя Ура Шульги. Однако в посвящённом Иддин-Дагану есть фрагмент, заслуживающий нашего внимания. Сопоставив его с пророчествами старовавилонсконго периода, в которых содержится описание политических неурядиц, характерных для более позднего времени, мы увидим разительный контраст. Автор гимна обращается к Иддин-Дагану следующим образом:

«Ты сделал безопасными дороги и тропы, позволил стране процветать, вложил справедливость в уста всех людей… Ты возвёл террасы и установил границы… о, Иддин-Даган, твой отец Шуилишу, царь страны Шумер, укрепил основы Шумера и Аккада для тебя. В выполнении повелений Ана и Энлиля ты превзошёл даже его, ты убрал всех врагов.»
Особенно хорошо сохранился гимн посвящённый обряду «священного брака» Иддин-Дагана с богиней Инанной. В этом гимне хорошо описан ход весеннего праздника месопотамского Нового года, где царь Шумера и Аккада вступал в связь с верховной жрицей представляющей богиню Инанну. Этот обряд проводился с целью обеспечения стране плодородия и богатства.
Согласно Царскому списку и Списку царей Ура и Исина Иддин-Даган правил 21 года, хотя один из вариантов списка (Su1) даёт версию в 25 лет.

### Список датировочных формул Иддин-Дагана
|                            | |
| 1 год 1975 / 1974 до н. э. | a Год после года, когда царь Шуилишу сделал помост под престол для Нингаль mu us2-sa dszu-i3-li2-szu lugal-e giszgu-za bara2 dnin-gal-ra mu-na-dim2 b Год, когда Иддин-Даган [стал] царём mu di-din-dda-gan lugal                                                                             |
| 2 год 1974 / 1973 до н. э. | Год, когда Матум-ни-атум, дочь Иддин-Дагана была отдана замуж за царя Аншана mu di-din-dda-gan ma-tum-ni-a-tum dumu-munus lu2 an-sza-anki ba-an-tuk |
| 3 год 1973 / 1972 до н. э. | a Год после года, когда Матум-ни-атум, дочь Иддин-Дагана была отдана замуж за царя Аншана mu us2-sa di-din-dda-gan ma-tum-ni-a-tum dumu-munus-a-ni lugal an-sza-anki ba-an-tuk-a b Год, когда [Иддин-Даган] выбрал [по предзнаменованию] верховную жрицу Ишкура mu nin-dingir-diszkur in-pad3 |
| 4 год 1972 / 1971 до н. э. | Год после года, когда [Иддин-Даган] выбрал [по предзнаменованию] верховную жрицу Ишкура mu us2-sa nin-dingir-diszkur in-pad3 |
| 5 год 1971 / 1970 до н. э. | Год, когда [Иддин-Даган] выбрал по предзнаменованию жреца-эна Инанны mu en-dinanna masz2-e in-pad3 |
| 6 год 1970 / 1969 до н. э. | Год, когда [Иддин-Даган] изготовил большую медную статую Нин-Исины mu urudualan gu-la dnin-i3-si-inki-na mu-na-dim2 |
| 7 год 1969 / 1968 до н. э. | Год после года, когда [Иддин-Даган] изготовил большую медную статую Нин-Исины mu us2-sa urudualan gu-la dnin-i3-si-in-na mu-na-dim2 |
| 8 год 1968 / 1967 до н. э. | Год, когда [Иддин-Даган] выбрал по предзнаменованию верховную жрицу Нин-килим (шумерская богиня, чье имя ознацает «Госпожа заклинаний») mu nin-dingir-dnin-kilim.gi-li-il masz2-e in-pad3 |
| 9 год 1967 / 1966 до н. э. | Год, когда Иддин-Даган был возведён в сан жреца-эна Инанны mu di-din-dda-gan en-dinanna mu-un-il2 |
| a                          | Год, когда Иддин-Даган сделал помост под трон для Ишкура в Каркаре mu di-din-dda-gan giszgu-za bara2 diszkur karkarki mu-na-dim2 |
| b                          | Год, когда Иддин-Даган сделал сиденье трона для Дубламах бога Нанны mu di-din-dda-gan giszgu-za bara2 dub-la2-mah dnanna mu-na-dim2 |
| b+1                        | Год после года, когда Иддин-Даган сделал сиденье трона для Дубламах бога Нанны mu us2-sa di-din-dda-gan giszgu-za bara2 dub-la2-mah dnanna mu-na-dim2 |
| c                          | Год, когда царь Иддин-Даган сделал большую эмблему для Нин-Исины mu di-din-dda-gan lugal-e dszu-nir gal dnin-in-si-na mu-na-dim2 |
| c+1                        | Год после года, когда царь Иддин-Даган сделал большую эмблему для Нин-Исины NBC 9181 mu us2-sa di-din-dda-gan lugal-e dszu-nir gal dnin-in-si-na mu-na-dim2 |

| I династия Исина        |                                                                           |                      |
| Предшественник: Шуилишу | царь Исина, царь Шумера и Аккада ок. 1975 — 1954 до н. э. (правил 21 год) | Преемник: Ишме-Даган |